# (2361) Gogol
(2361) Gogol ist ein Asteroid des äußeren Hauptgürtels, der von dem sowjetischen Astronomen Nikolai Tschernych am 1. April 1976 am Krim-Observatorium in Nautschnyj (IAU-Code 095) entdeckt wurde. Unbestätigte Sichtungen des Asteroiden hatte es vorher schon am 27. November 1929 unter der vorläufigen Bezeichnung 1929 WJ am Lowell-Observatorium in Arizona, im Oktober 1968 (1968 UB1) am Krim-Observatorium in Nautschnyj und am 2. März 1970 (1970 EK1) am chilenischen Observatorio Cerro El Roble gegeben.
Der mittlere Durchmesser des Asteroiden wurde mit 22,244 km (±0,207) berechnet. Die Albedo von 0,057 (±0,009) weist auf eine dunkle Oberfläche hin.
Der Asteroid gehört der Themis-Familie an, einer Gruppe von Asteroiden, die nach (24) Themis benannt wurde. Nach der SMASS-Klassifikation (Small Main-Belt Asteroid Spectroscopic Survey) wurde bei einer spektroskopischen Untersuchung von Gianluca Masi, Sergio Foglia und Richard P. Binzel bei (2361) Gogol von einer dunklen Oberfläche ausgegangen, es könnte sich also, grob gesehen, um einen C-Asteroiden handeln.
(2361) Gogol wurde am 28. März 1983 nach dem russischen Schriftsteller Nikolai Gogol (1809–1852) benannt. 1985 wurde ebenfalls ein Einschlagkrater auf der südlichen Hemisphäre des Planeten Merkur nach Nikolai Gogol benannt: Merkurkrater Gogol.